# 和島芳男
和島 芳男（わじま よしお、1905年 6月1日- 1983年2月28日）は、日本の歴史学者。

## 略歴
東京府東京市生まれ。1926年静岡高等学校卒業。1929年東京帝国大学文学部国史学科卒。立教大学講師、1936年神戸女学院專門學校教授、神戸女学院大学教授、1966年同学長、のち大手前女子大学教授。日本思想史が専門で、特に日本宋学史研究で功績を残した。

## 著書
- 『建武中興と新田義貞公』桜雲閣 1937
- 『新講東洋史』同文館 1949
- 『叡尊・忍性』 (人物叢書) 吉川弘文館 1959、オンデマンド版　2024，ISBN　9784642751063
- 『日本宋学史の研究』吉川弘文館 1962
- 『昌平校と藩学』 (日本歴史新書)至文堂 1962
- 『中世の儒学』(日本歴史叢書) 吉川弘文館 1965

## 論文
- <和島芳男